# Divers gauche
Divers gauche (abgekürzt DVG), deutsch Diverse Linke, ist eine Bezeichnung bei Wahlen in Frankreich, unter der Kandidaten zusammengefasst werden, die sich der politischen Linken (aber nicht der extremen Linken) zuordnen lassen, jedoch entweder keiner Partei oder einer sehr kleinen Partei angehören, die nicht gesondert in den Wahltabellen ausgewiesen wird. Gleiches gilt für Dissidenten (Abweichler) linker Parteien, die zur Wahl antreten, ohne von den Gremien ihrer Partei dafür nominiert worden zu sein und die deshalb nicht mit der jeweiligen Parteibezeichnung auf dem Stimmzettel stehen.
Nach einem Beschluss des französischen Innenministeriums vom Jahr 2001 mussten sich parteilose Kandidaten oder Listen entsprechend ihrer politischen Positionierung unter „Diverse Rechte“ (Divers droite, DVD) oder „Diverse Linke“ (DVG) einordnen. Seit 2008 ist auch die Etikettierung als divers ohne politische Richtungsangabe möglich. Während der Präsidentschaft Emmanuel Macrons wurde 2019 als weitere Kategorie Divers centre („Sonstige der Mitte“) eingeführt.